# Atletismo nos Jogos Pan-Americanos de 1967 - 20 km marcha atlética masculina
A prova dos 20 km da marcha atlética masculina nos Jogos Pan-Americanos de 1967 foi realizada em Winnipeg, Canadá.

## Medalhistas
| Ouro                         | Prata                   | Bronze                    |
| Ron Laird USA Estados Unidos | José Pedraza MEX México | Felix Cappella CAN Canadá |

## Resultados
| Posição           | Nome             | Nacionalidade      | Tempo   | Notas |
| ----------------- | ---------------- | ------------------ | ------- | ----- |
| Medalha de ouro   | Ron Laird        | USA Estados Unidos | 1:33:05 |       |
| Medalha de prata  | José Pedraza     | MEX México         | 1:34:51 |       |
| Medalha de bronze | Felix Cappella   | CAN Canadá         | 1:35:45 |       |
| 4                 | Tom Dooley       | USA Estados Unidos | 1:36:50 |       |
| 5                 | Yves Groulex     | CAN Canadá         | 1:39:18 |       |
| 6                 | Euclides Calzado | CUB Cuba           | 1:45:09 |       |
| 7                 | Eladio Campos    | MEX México         | 1:49:26 |       |